# Младжан Дінкич
Младжан Дінкич (серб. Mlađan Dinkić або Млађан Динкић; нар. 20 грудня 1964, Белград) — сербський політик і економіст.
У 1988 році закінчив економічний факультет Белградського університету, у 1993 році він отримав ступінь магістра у цьому ж університеті. Він працював асистентом в університеті до 2000. З 2000 по 2003 він очолював Національний банк Сербії (у віці 36 років він став наймолодшим його головою в історії). Брав участь у створенні руху Г17+, який у 2002 році перетворився у політичну партію. Обирався депутатом Народних зборів Республіки Сербії. У 2006 році він очолив партію "Г17+", змінивши її першого лідера Міролюба Лабуса. 2013 новостворену партію «Єдині регіони Сербії».
З 3 березня 2004 по 9 листопада 2006 він обіймав посаду міністра фінансів. З 15 травня 2007 року він був міністром економіки і регіонального розвитку, поєднував посаду заступника прем'єр-міністра з 7 липня 2008 по 21 лютого 2011 року. 27 липня 2012 раз вдруге став міністром фінансів, звільнений 2 вересня 2013.
У 2007 Динкіч був названий міністром фінансів року за версією журналу Euromoney.